# Meth Lab Season 2: The Lithium
Meth Lab Season 2: The Lithium è il sesto album solista del rapper statunitense Method Man, pubblicato nel 2018. Tra gli altri, collaborano all'album anche Raekwon, Cappadonna, Redman, Snoop Dogg e Noreaga.
| Recensione      | Giudizio |
| --------------- | -------- |
| The Independent | [ 2 ]    |

## Tracce
1. The Pilot – Intro – 1:19
2. Episode 1 – Kill Different (featuring Hanz On & Raekwon) – 3:15
3. Episode 2 – Eastside (featuring Intell & Snoop Dogg) – 4:24
4. Commercial Break (Thotti Gotti) – 0:49
5. Episode 3 – Grand Prix – 2:22
6. Commercial Break (Impractical Jokers Pranks) – 0:24
7. Episode 4 – Drunk Tunes (featuring Noreaga, Joe Young, Mall G & Jessica Lee Lamberti) – 4:33
8. Emergency Forecast (Thotti Gotti Weather Report) – 0:16
9. Episode 5 – Wild Cats (featuring Redman, Streetlife & Hanz On) – 4:11
10. Episode 6 – The Lab (featuring Spank) – 2:22
11. Episode 7 – Bridge Boys (featuring ROC & Kash Varrazano) – 2:53
12. Episode 8 – Back Blockz (featuring Freak, Cardi Express & Youngin) – 4:17
13. Episode 9 – Ronin's (featuring Hanz On, Cappadonna & Masta Killa) – 3:18
14. Commercial Break (Impractical Jokers "Torture") – 0:55
15. Episode 10 – Two More Mins – 2:16
16. Commercial Break (Thotti Gotti "Pussy on Soundcloud") – 0:41
17. Episode 11 – SI vs. Everybody (featuring Apocalipps & Iron Mic) – 4:17
18. Episode 12 – Lithium (featuring Sheek Louch & Hanz On) – 3:19
19. Episode 13 – P.L.O. (Remix) (featuring Hanz On, Hue Hef, Streetlife & Lounge Lo) – 4:15
20. Episode 14 – Killing the Game (featuring Pretty Blanco) – 2:51
21. Episode 15 – Yo (featuring Hanz On, Streetlife & Apocalipps) – 3:57
22. Outro – 0:12